# Taranis, fils de la Gaule
Pour les articles homonymes, voir Taranis.
Taranis, fils de la Gaule est une série de bande dessinée d'inspiration historique écrite par Víctor Mora et dessinée par Raffaele Carlo Marcello. À partir de 1976, elle paraît dans Pif Gadget, jusqu'en 1982.

## Synopsis
Taranis, adolescent gaulois, a perdu ses parents à cause des envahisseurs romains, que son frère a rejoint et qui ont enlevé sa sœur. Taranis est accompagné de Yambo, ancien gladiateur, pour la délivrer et aide le chef guerrier Vercingétorix, qui le proclame son héritier. La bande dessinée reprend le thème de la résistance contre l'oppression.

## Genèse de l'œuvre
Raffaele Carlo Marcello et Víctor Mora ont auparavant collaboré sur une adaptation en bande dessinée d'Amicalement vôtre. Ils imaginent un héros dont le nom rappelle la divinité celte.

## Albums
- Taranis, fils de la Gaule, scénario de Víctor Mora, dessins de Raffaele Carlo Marcello, Éditions Vaillant, collection G.P Rouge et Or

1. Taranis, fils de la Gaule, 1980  (ISBN 2-261-00722-1) (BNF 34301014)
2. L'Épée de Vercingétorix, 1981  (ISBN 2-261-00870-8) (BNF 34723992)